# Com tayllaràs devant un senyor
Com tayllaràs devant un senyor és la primera obra sobre gastronomia trobada a Mallorca, i dataria dels darrers anys del segle XV i començaments del XVI.
Aquest escrit està més centrat en el servei "de sala" que en el treball de cuina, i conté una recopilació de les tècniques més adequades per a presentar uns certs plats en una taula senyorial. Explica com trintxar rostits prèviament cuinats i com servir-los, amb els seus acompanyaments, perquè resultin vistosos i elegants als senyors. També estableix, per exemple, recomanacions sobre com coure determinats aliments o quines són les salses i condiments més adients per a cada comestible. No es tracta d'un receptari pròpiament dit, ja que no es compon de receptes tal com avui dia les entenem, sinó un manual de d'urbanitat en el servei públic dels plats.

El volum manuscrit es troba a l'Arxiu de l'Ajuntament de Palma, a l'apartat "Horta", en la secció 11.

## Contingut
Consta de vint-i-tres apartats. Descriu una cuina senyorial dels segles xiv i xv. Com a plats, inclou una amanida sense cap carn, dos plats a base de molls (bullits o a la brasa) i la resta són carns. Hi ha una panada, però la majoria són olles i rostits, aquests últims una de les tècniques de cocció millor considerades de l'època. Algunes carns estan adobades en salses. S'utilitzen aus domèstiques i de caça i animals joves. També inclou carns no considerades nobles, com caps i potes i botifarres. Presenta evidents paral·lelismes amb l'anònim Llibre de Sent Soví (1.313) i amb el Llibre del coch (1.520) del mestre Robert; però en canvi no gaires amb un text de caràcter més similar, l'Arte Cisoria (1.423) d'Enric de Villena.